# Dorgival Terceiro Neto
Dorgival Terceiro Neto (Taperoá,  12 de setembro de 1932 - João Pessoa, 12 de abril de 2013) foi um político, advogado e escritor brasileiro.

## Biografia
Filho de Melquíades Vilar e Eliza Vilar, começou seus estudos na cidade de Patos, sertão da Paraíba, no Ginásio Diocesano e, no ano de 1950, seguiu para a cidade de João Pessoa, onde concluiu seus estudos no Liceu Paraibano. Prestou vestibular para o curso de Direito, curso concluído em 1957 pela Faculdade de Direito da Paraíba, hoje UFPB.
Iniciou a vida profissional no Departamento de Estradas de Rodagem (DER), e posteriormente passou a trabalhar no Tribunal de Justiça do estado da Paraíba. Foi um dos incentivadores da federalização da faculdade local e ainda exerceu as funções de assessor do Conselho Estadual do Desenvolvimento, diretor de crédito de fomento do Banco do Estado da Paraíba (PARAIBAN) e foi procurador do Estado da Paraíba e, por fim, professor de Direito civil e de Direito agrário da UFPB.

## Carreira política
Sua carreira na política paraibana tem início no ano de 1971, quando foi nomeado pelo então governador Ernâni Sátiro, prefeito de João Pessoa. Em 1974, terminando seu mandato de prefeito, é eleito indiretamnete vice-governador juntamente com  o governador Ivan Bichara, assumindo o cargo de governador em 14 de agosto de 1978 a 15 de março de 1979, passando o cargo para Tarcísio Burity. Iniciou sua carreira no jornalismo, no jornal A União. Publica vários livros e se torna membro da Academia Paraibana de Letras.

## Publicações
"Noções preliminares de Direito Agrário", "Gente de ontem, história de sempre", "Paraíba de ontem, evocações de hoje" e "Taperoá - crônica para a sua história".

## Academia Paraibana de Letras
Assumiu a cadeira de número 07 na Academia Paraibana de Letras, em 17 de junho de 1999, tendo como patrono Arthur Achiles. Foi recepcionado pelo jornalista e acadêmico Luiz Gonzaga Rodrigues.